# Conseil européen du 28 avril 1990
La réunion du Conseil européen extraordinaire du 28 avril 1990 est principalement consacrée aux nouvelles relations à établir entre la CEE et les pays de l'Est, aux modalités d'intégration de la RDA à la CEE et à l'engagement du processus d'Union politique de l'Europe. Les deux premiers sujets ayant été clarifiés dans les semaines précédentes, les discussions durant le sommet concernent pour l'essentiel le troisième sujet.
Cette réunion « spéciale » du Conseil revêt un caractère historique exceptionnel en ce qu'elle est à l'origine du processus qui aboutira à la signature le 7 février 1992 du traité de Maastricht, constitutif de l'Union européenne, entré en vigueur le 1er novembre 1993,.

## Contexte politique
Depuis le Conseil européen des 8 et 9 décembre 1989, la situation internationale a évolué très rapidement. Encore une perspective lointaine fin 1989, la réunification allemande est en marche, poussée par le chancelier Helmut Kohl qui souhaite aller vite, soutenu en cela par George H. W. Bush, et sans que l'Union soviétique ne soit en mesure de s'y opposer. Gorbatchev reçoit en contrepartie des assurances sur le soutien politique et financier de Washington et de Bonn.
Les événements en Europe centrale et orientale convainquent François Mitterrand et Helmut Kohl que l'Union économique et monétaire n'est pas suffisante et qu'elle doit être complétée par une Union politique seule de nature à permettre la construction d'une grande Europe unifiée et en paix. Ils élaborent conjointement des propositions remises aux autres gouvernements préalablement au sommet des Douze.
Sous l'impulsion franco-allemande, les Douze confirment en l'accentuant encore le lien établi à Strasbourg en décembre entre la réunification de l'Allemagne et l'approfondissement de l'Union : le Conseil de Dublin ajoute l'Union politique à l'Union économique et monétaire. Kohl affirme qu'unité allemande et unité européenne sont les deux faces d'une même médaille.

## Conclusions
Les Conclusions de la Présidence, publiées à l'issue de la réunion, comportent après des propos introductifs, cinq volets consacrés respectivement à l'unification allemande, au développement interne et externe de la Communauté, à l'Union politique, à la drogue et au crime organisé international et à Chypre. Elles sont complétées par deux annexes, dont la première présente les orientations des Européens concernant l'organisation d'un prochain sommet de la CSCE.

### Introduction
Dans les propos instructifs le Conseil européen « exprime la profonde satisfaction que lui inspirent les événements survenus en Europe centrale et orientale depuis le Conseil européen de Strasbourg » et rappelle les valeurs et principes, « démocratie, pluralisme, État de droit, respect intégral des droits de l'homme et  des principes de l'économie de marché », sur lesquels sont bâties les démocraties occidentales et autour desquels bâtir une Europe unie. Dans l'objectif que l'Europe des Douze puisse constituer le noyau autour duquel construire l'Europe unie de demain, le Conseil postule qu'on « est maintenant parvenu à un stade où la poursuite de I'évolution dynamique de la Communauté est devenue un impératif (...) parce qu'elle est devenue un élément d'une importance cruciale dans la réalisation des progrès en cours visant à établir un cadre fiable pour la paix et la sécurité en Europe. C'est pourquoi le Conseil européen est convenu de faire de nouveaux pas décisifs sur la voie de !'unité européenne ».

### Unification allemande
Concernant la réunification de l'Allemagne, les Conclusions de Dublin, en se « félicitant vivement de l'unification allemande », adoptent un ton beaucoup plus résolu que celles du Conseil de décembre à Strasbourg. Le Conseil se réjouit « que l'unification allemande soit en train de se faire sous l'égide de l'Europe » et souligne que « la Communauté veillera à ce que l'intégration du territoire de la République démocratique allemande dans la Communauté se passe sans heurt et d'une manière harmonieuse ».

### Développement interne et externe de la Communauté
Les Conclusions portent sur trois points principaux. Le Conseil :
- Réaffirme sa volonté que la Communauté établisse par étapes une Union économique et monétaire,  et demande que « les préparatifs de la conférence intergouvernementale sur l'Union économique et monétaire [soient] encore intensifiés »[note 1] ;
- Entend que la Communauté joue un rôle moteur dans les travaux et débats menés dans le cadre du processus de la CSCE pour assurer la paix et la sécurité dans l'Europe tout entière ;
- Décide d'établir « avec chacun des pays d'Europe centrale et orientale, [des] accords d'association prévoyant notamment un cadre institutionnel pour le dialogue politique » et d'étendre les mesures d'aide aux pays d'Europe centrale et orientale.

### Unité politique
Les Conclusions rappellent tout d'abord que la discussion s'est déroulée sur la base « de la proposition du president Mitterrand et du chancelier Kohl sur l'Union politique ainsi que du document présenté par le gouvernement beige concernant le même sujet ».
Le Conseil charge les ministres des Affaires étrangères d'entreprendre un « examen détaillé sur la nécessité d'apporter d'éventuelles modifications au traité en vue de renforcer la Iégitimité démocratique de l'Union, de permettre à la Communauté et à ses Institutions de répondre efficacement et de manière effective aux exigences de la nouvelle situation et d'assurer l'unité et la cohérence de l'action de la Communauté sur la scène internationale ». Cet examen doit être effectué d'ici le prochain Conseil européen de juin 1990 « en vue de parvenir à une décision sur la tenue d'une seconde conférence intergouvernementale dont les travaux se dérouleraient parallèlement à ceux de la conférence sur l'union économique et monétaire ».

### Annexe I - Lignes directrices sur la CSCE
Le Conseil européen estime que la CSCE doit servir de cadre à la réforme et à la stabilité sur notre continent, et doit être développé dans de nouvelles directions. Le Conseil demande aux ministres des Affaires étrangères de préparer ces travaux conformément aux lignes directrices qui figurent dans l'annexe I des Conclusions :
- Parvenir rapidement à une décision sur la date et le lieu - Paris si possible - d'une réunion au sommet des États participants à la CSCE ;
- Faire inscrire à l'ordre du jour de ce sommet les sujets suivants : le développement de la démocratie pluraliste, l'état de droit, les droits de I'homme, une meilleure protection des minorités, les contacts entre les personnes, la sécurité, la coopération économique, I'environnement, la poursuite d'une coopération en Méditerranée et la coopération dans le domaine de la culture ;
- Obtenir une décision sur l'institutionnalisation de la CSCE et la mise en place de structures permanentes[10].